# 特露德·马伦
特露德·马伦（德語：Trude Marlen，本名特露德·波施，；1912年—2005年）是一位奧地利舞台和電影演員。她是沃尔夫·阿尔巴赫-雷蒂的第二任妻子，在納粹時代移居德國與他同住，與納粹領導層關係密切。她在1930 年代的幾部德國電影中擔任主角，例如《单身汉的天堂》（1939），儘管她主要還是一名戲劇演員。後來她搬到了維也納，並在二戰後的幾年裡出演了多部奧地利電影，如《誰吻了誰？》（1947）。